# Бяла съсънка
Бялата съсънка (Anemone nemorosa) е цъфтящо рано напролет растение от семейство Лютикови (Ranunculaceae), родом от Европа. Растението е включено и в списъка на лечебните растения съгласно Закона за лечебните растения.

## Етимология
- горско анемоне – заради гористите местности, където е разпространено
- вятърно цвете – защото се поклажа и при най-слабия вятър
- божур (thimble weed) – диво растение с големи цветове
- мирис на лисица (smell fox) – като алюзия за мускусния мирис на листата.

## Описание
Бялата съсънка е тревисто многогодишно растение, което расте с височина 5 – 15 см, но не повече от 30 см. Съставните основни листа са палмови или тройни (разделени на три лопата)= Те растат от подземни кореноподобни стъбла, наречени коренища, и изсъхват обратно до средата на лятото.
Растенията започват да цъфтят през пролетта, март до май на Британските острови, скоро след излизането на зеленината от земята. Цветовете са самотни, държат се над листата на къси стъбла, с въртене от три длановидни или палмовидни листни прицветници отдолу. Цветовете са с диаметър 2 сантиметра, с шест или седем (и в редки случаи осем до десет) шишарки (подобни на венчелистчета сегменти) с много тичинки. В природата цветята обикновено са бели, но могат да бъдат розови, виолетови или сини и често имат по-тъмен нюанс на гърбовете на съцветия.
Цветовете се опрашват от насекоми, особено от сирфидни мухи.

### Подобни видове
- Лютиковидната съсънка (Anemone ranunculoides) е малко по-дребна, с жълти цветове и обикновено без основни листа.[2]
- Киселичето (Oxalis acetosella) расте на подобни сенчести места, като може лесно да се отличи със своите тройни и подобни на детелина листа и по-малки цветя с 5 бели венчелистчета и 5 чашелистчета.[3][5]

### Хибриди
- Сорт Вестал (Vestal)
- Сорт Алба Плена (Alba Plena)
- Хибрид Anemone × lipsiensis (в центъра) с родителите си

## Разпространение
Често срещан в сенчести гори. Често срещан вид в Британските острови. Този вид се разпространява много бавно в горите на Обединеното кралство, с едва шест фута (1,8 м) на век, така че често се използва като индикатор за древна гора.

## Медицинска употреба
Растението съдържа отровни химикали, които са токсични за животни, включително хора, но също така са били използвани като лекарство. Всички части на растението съдържат протоанемонин, който може да предизвика силно кожно и стомашно-чревно дразнене, горчив вкус и парене в устата и гърлото, язви в устата, гадене, повръщане, диария и хематемеза.

## Галерия
- Общ вид
- Групов растеж
- Двуцветен сорт
- Розов цвят, Германия
- Син цвят, Нашвил
- Цветове с 6, 7, 8 и 9 листа
- Цветове с 10 листа